# Sebastian Paczos
Sebastian Paczos (ur. 1978) – polski historyk, dr hab. nauk humanistycznych, profesor Uniwersytetu Adama Mickiewicza na Wydziale Historii Uniwersytetu im. Adama Mickiewicza w Poznaniu.

## Życiorys
W latach 2003–2005 odbył studia w zakresie politologii i prawa na Uniwersytecie im. Adama Mickiewicza w Poznaniu, 5 listopada 2007 obronił pracę doktorską Naród i państwo w polskiej myśli konserwatywnej do 1939 roku, 1 kwietnia 2019 habilitował się na podstawie pracy zatytułowanej Jan Bobrzyński – portret polityczny. Objął funkcję profesora UAM na Wydziale Historii Uniwersytetu im. Adama Mickiewicza w Poznaniu.

## Książki
- S. Paczos, Państwo i naród w myśli politycznej polskich konserwatystów do 1939 roku, Wydawnictwo AVALON, Kraków 2009, ISBN 9788360448649
- S. Paczos, Kręte drogi myśli politycznej Józefa Kalasantego Szaniawskiego (1764–1843) Wybór pism, Wydawnictwo Poznańskiego Towarzystwa Przyjaciół Nauk, Poznań 2012, ISBN 9788376541716
- S. Paczos, Jan Bobrzyński. Portret konserwatysty, Wydawnictwo Instytutu Historii UAM, Poznań 2018, ISBN 978-83-65663-60-3

## Redakcje
- S. Paczos, W. Lazuga (red.), Poznań-Szczecin-Wrocław. Trzy uniwersytety, trzy miasta, trzy regiony, Libron, Kraków 2010, ISBN 978-83-62196-13-5
- S. Paczos, E. Jurga-Wosik, R. Rosicki (red.), W poszukiwaniu polityczności, Wydawnictwo Naukowe Wydziału Nauk Politycznych i Dziennikarstwa UAM, Poznań 2014, ISBN 978-83-62907-55-7
- S. Paczos, W. Łazuga, (red.),Między polityką, historią a pamięcią historyczną Studia z dziejów Polski okresu porozbiorowego, Wydawnictwo Instytutu Historii UAM, Poznań 2015, ISBN 978-83-63047-74-0
- S. Paczos, Urszula Kowalska-Nadolna, Pół wieku współpracy – na tropach poznańsko-brneńskich kontaktów naukowych i kulturalnych. W 50 rocznicę podpisania umowy partnerskiej między miastami, Wydawnictwo Instytutu Historii UAM, Poznań 2018,                                                           ISBN 978-83-65663-77-1
- S. Paczos, W. Łazuga (red.), Wokół Gabriela Narutowicza, pierwszego prezydenta Drugiej Rzeczypospolitej, Wydawnictwo Wydziału Historii Uam, Poznań 2024, ISBN 978-83-67284-50-9
- S. Paczos, W. Łazuga (red.), Wielkopolska i jej stolica 100 lat po śmierci Jarogniewa Drwęskiego pierwszego Prezydenta Miasta Poznania w niepodległej Polsce, Wydawnictwo Wydziału Historii Uam, Poznań 2024,ISBN 978-83-67284-54-7